# 影視金曲
《影視金曲》為臺灣歌手王傑的首張影視歌曲精選集，亦是繼《今生無悔》精選輯後的第二張精選，發行於1992年10月31日底，由華納唱片公司在港發行。

## 專輯簡介
專輯由王傑、陳大力監製，共收錄了15首歌曲（1-4，6-8為粵語歌，5，9-15為國語歌），均是王傑演唱過的電視、電影歌曲，並收錄兩首新歌「盼望」、「假如能夠」，兩首歌皆是王傑主演的無線電視劇《血濺塘西》劇中歌曲。

## 曲目
| 曲序 | 曲名               | 曲              | 詞     | 編曲     | 附註                               |
| 01   | 盼望               | 陳大力 陳秀男   | 潘偉源 | Ricky Ho | 電視劇《血濺塘西》插曲             |
| 02   | 假如能夠           | 王傑            | 王傑   | Ricky Ho | 電視劇《血濺塘西》主題曲           |
| 03   | 封鎖我一生         | 陳大力          | 小美   | Ricky Ho | 電視劇《大賭場》主題曲             |
| 04   | 怒海孤鴻           | 陳麗莉          | 潘偉源 | Ricky Ho | 電視劇《怒海孤鴻》主題曲           |
| 05   | 心痛               | 王傑            | 王傑   | Ricky Ho | 電影《至尊無上II之永霸天下》插曲   |
| 06   | 今生無悔           | Iskandar Ismail | 盧國沾 | Ricky Ho | 電視劇《今生無悔》主題曲           |
| 07   | 誰明浪子心         | 王傑            | 潘源良 | 陳志遠   | 電視劇《還我本色》主題曲           |
| 08   | 幾分傷心幾分痴     | 王文清          | 潘偉源 | 陳志遠   | 電視劇《義不容情》主題曲           |
| 09   | 忘了你 忘了我      | 王文清          | 王文清 | 李士先   | 電影《旺角卡門》主題曲             |
| 10   | 是否我真的一無所有 | 陳志遠          | 陳樂融 | 陳志遠   | 電影《飆城》主題曲                 |
| 11   | 你是我胸口永遠的痛 | 陳秀男          | 丁曉雯 | 陳志遠   | 電影《旺角卡門》歌曲               |
| 12   | 家，太遠了         | Ricky Ho        | 陳大力 | Ricky Ho | 電影《異域》主題曲                 |
| 13   | 忘記你不如忘記自己 | Johann Ziller   | 張方露 | Ricky Ho | 電影《至尊無上II之永霸天下》主題曲 |
| 14   | 多少次             | 王傑            | 王傑   | Ricky Ho | 電視劇《天眼》主題曲               |
| 15   | 上帝也哭泣         | 王傑            | 王傑   | 陳志遠   | 電影《七匹狼2》主題曲              |

## 唱片版本
- 錄音帶版
- CD版